# برادفورد يونغ
برادفورد يونغ (بالإنجليزية: Bradford Young)‏ (و. 1977 – م) هو مصور سينمائي من الولايات المتحدة الأمريكية. ولد في لويفيل، كنتاكي. 

## التعليم
تعلم في جامعة هوارد.

## وصلات خارجية
- برادفورد يونغ على موقع IMDb (الإنجليزية)
- برادفورد يونغ على موقع ألو سيني (الفرنسية)
- برادفورد يونغ على موقع أول موفي (الإنجليزية)
- برادفورد يونغ على موقع قاعدة بيانات الأفلام السويدية (السويدية)
- برادفورد يونغ على موقع قاعدة بيانات الفيلم (الإنجليزية)
- برادفورد يونغ على موقع كينوبويسك (الروسية)